# Seekadett
Der Seekadett ist einer der Dienstgrade der Bundeswehr und früherer Streitkräfte.

## Bundeswehr
Der Seekadett ist einer der Dienstgrade der Bundeswehr für Marineuniformträger. Gesetzliche Grundlage ist die Anordnung des Bundespräsidenten über die Dienstgradbezeichnungen und die Uniform der Soldaten und das Soldatengesetz.

### Dienstgradabzeichen
Die Dienstgradabzeichen des Seekadetts zeigen zwei mit der Öffnung gegenübergestellte Winkel mit den Spitzen nach oben und unten auf beiden Oberärmeln. Die Schulterklappen zeigen eine zum Ärmelansatz offene Tresse in Form einer Umrandung. Ein Laufbahnabzeichen (meist Seestern) unterscheidet die Dienstgradabzeichen der Seekadetten von Dienstgradabzeichen der Maate (mit Anker in verschiedenen Varianten). Sanitätsoffizieranwärter tragen eine Schlange anstatt des Sterns.

### Sonstiges
Die Dienstgradbezeichnung ranggleicher Luftwaffen- und Heeresuniformträger lautet Fahnenjunker. Hinsichtlich Befehlsgewalt, Ernennung, Sold, den nach- und übergeordneten Dienstgraden, ähnlich auch hinsichtlich der Dienststellungen sind Seekadetten und Fahnenjunker gleichgestellt.
| Unteroffizierdienstgrad |                                           |                             |
| Niedrigerer Dienstgrad |                                           | Höherer Dienstgrad          |
| - | Unteroffizier Fahnenjunker Maat Seekadett | Stabsunteroffizier Obermaat |
| Dienstgradgruppe: Mannschaften – Unteroffiziere o.P. – Unteroffiziere m.P. – Leutnante – Hauptleute – Stabsoffiziere – Generale |                                           |                             |

## Kriegsmarine der Wehrmacht
In der Kriegsmarine der Wehrmacht wurden Offizieranwärter der Seeoffizierlaufbahn im Mannschaftsrang als Seekadett bezeichnet. In allen übrigen Laufbahnen lautete die Bezeichnung Kadett (mit Laufbahnzusatz, wie bspw. „der Ingenieurlaufbahn“ oder „der Verwaltungsoffizierlaufbahn“), in der Sanitätsoffizierlaufbahn aber Marinesanitätskadett. Sie rangierten mit den Obermatrosen oder Oberstabsmatrosen bzw. mit den (Fahnenjunker-)Gefreiten des Heeres auf einer Rangstufe. Die Offizieranwärter traten mit dem Dienstgrad Matrose bzw. – bei der Marineartillerie – Marineartillerist in die Marine ein. Nach sechsmonatiger Dienstzeit wurden sie zu Kadetten bzw. Seekadetten befördert. Der nächsthöhere Offizieranwärtergrad der seemännischen Laufbahn war Fähnrich zur See, bis 1945 der rangälteste Dienstgrad der Unteroffiziere ohne Portepee (Maate). In den übrigen Laufbahnen lautete die Bezeichnung Fähnrich (mit Laufbahnzusatz) bzw. Marinesanitätsfähnrich.

### Uniform
Offizieranwärter in den Dienstgraden Matrose und (See-)Kadett trugen Mannschaftsuniform, die in der Regel jedoch maßgefertigt war. Hinzu kamen zusätzliche Uniformstücke, die nach der Beförderung zum Fähnrich weitergetragen werden konnten. Unklar ist, ob sie bereits vor der Beförderung zum (See-)Kadetten das Laufbahnabzeichen der Offiziere ihrer Laufbahn auf dem linken Oberarm trugen. Das goldgestickte Abzeichen befand sich auf einer ovalen, mit Golddraht eingefassten Tuchunterlage von blauer oder feldgrauer Farbe, abhängig von dem jeweiligen Grundtuch der Uniform. Zum weißen Hemd und Arbeitshemd waren abnehmbare Abzeichen aus goldfarbenem Metall vorgeschrieben. Keinerlei Abzeichen getragen wurden am weißen Jackett des Tropenausgehanzugs, an der Drillichjacke der feldgrauen Uniform sowie an der braunen Tropenfeldbluse. Seit August 1934 erhielten Offizieranwärter eine Jacke von leicht verändertem Schnitt, die nach der Beförderung zum Fähnrich zur Messejacke umgearbeitet werden konnte.
Ab Mai 1936 entfiel der bisherige Ausgehauszug aus Jacke und Weste (mit Eckkragen und Querbinder). An seine Stelle trat das Jackett der Fähnriche und Portepeeunteroffiziere, zu dem, wie schon vorher, die Schirmmütze und Tuchhose der Portepeeunteroffiziere getragen wurde. Im November 1938 wurde indes bestimmt, dass die Kadetten im Fall der Mobilmachung den besonderen Ausgehanzug abzulegen und wieder Mannschaftsuniform zu tragen hatten. Nach Art der Offiziere war der weiße Tropenanzug mit Jackett, Tuchhose und Schirmmütze mit weißem Bezug oder Tropenhelm. Zu Ausgeh- und Tropenanzug wurde der Marinedolch ohne Portepee am Unterschnallkoppel getragen. Zur feldgrauen Uniform und beim Landungsanzug trugen Kadetten und Fähnriche ohne Portepee die Unteroffiziertroddel am Seitengewehr.
Der Überzieher („Collani“) entsprach dem Mannschaftsmuster, mit gewissen Abweichungen: So fehlten ihm die kornblumenblauen Kragenpatten, doch wurde die entsprechende Vorschrift mitunter ignoriert. Ferner besaß er, im Unterschied zum Mannschaftscollani, keinen Schlitz, dafür aber eine Rückennaht, die die Umarbeitung zum Jackett ermöglichte, sofern der Kadett zum Fähnrich befördert wurde. Das Laufbahnabzeichen der Kadetten war am Collani (vorschriftswidrig?) nach Art der Fähnriche auf dem linken Unterärmel angebracht, während Mannschaften und Maate ihre Abzeichen auf dem Oberarm trugen.
Gemäß einer Verfügung vom Februar 1944 hatten Mannschaften und Unteroffiziere ohne Portepee, die in die Offizierslaufbahn wechselten, die bis dahin erworbenen Sonderausbildungsabzeichen weiterzutragen. Diese wurden auf dem linken Arm, unterhalb des Kadettenabzeichens, befestigt. Sie waren mit der Beförderung zum Fähnrich der Reserve abzulegen.

## Kaiserliche Marine
In der Kaiserlichen Marine waren Kadett (ab 1899 Seekadett) und der ranghöhere Seekadett (ab 1899 Fähnrich zur See) Dienstgrade der Seeoffizieranwärter. Das Äquivalent im Kaiserlichen Heer war für beide Seeoffizier-Anwärterdienstgrade der Portepee-Fähnrich. Der rangniedere Offizieranwärter stand zwischen Maat und Obermaat, der ranghöhere rangierte, vor Ablegung der Offiziershauptprüfung, an der Spitze der Unteroffiziere ohne Portepee und damit vor dem Obermaat. Nach der Offiziershauptprüfung rückte der Offizieranwärter zu den Unteroffizieren mit Portepee auf. Als sog. „Säbel-Kadett“ (ab 1899 „Säbel-Fähnrich“) stand er zwischen dem Vizefeldwebel und dem Feldwebel. Er war nun ranggleich mit dem „Degen-Fähnrich“ des Landheeres (im Unterschied zu Portepee-Fähnrich waren „Säbel-Kadett“/„Säbel-Fähnrich“/„Degen-Fähnrich“ keine dienstlichen, sondern umgs. Bezeichnungen).
Die Ausbildung der Seekadetten dauerte rund 3 ½ Jahre. Die Bestimmungen zu den einzelnen Ausbildungsabschnitten (insbesondere zu den Bord- und Landzeiten) variierten im Lauf der Jahre. Die folgende Beschreibung gibt die Bestimmungen um das Jahr 1885 wieder: Der Anwärter wurde als Kadett (ab 1899 Seekadett) angestellt. Nach sechs Monaten praktischer Ausbildung auf einem Kadettenschulschiff und sechs Monaten Theorie an der Marineschule Kiel (seit 1910 in Mürwik) erfolgte die Ablegung der Seekadettenprüfung und die Beförderung zum Seekadett (ab 1899 Fähnrich zur See).
Während einer zweijährigen Schulschiffreise legte der Kandidat die erste Seeoffizierprüfung ab und wurde zum Unterleutnant zur See (ab 1899 Leutnant) ohne Patent befördert, wenn er a) ein günstiges Dienstzeugnis erhalten hatte und b) ihn die Seeoffiziere seiner Marinestation für „korpsfähig“ hielten und dies in einer Wahl bekundeten (Kooptationsrecht der Offiziere).

### Uniform
Die Uniform der Offizieranwärter variierte im Laufe der Zeit. Um das Jahr 1900 trugen sie die blaue Matrosenjacke mit drei horizontal angeordneten Knöpfen auf den Ärmelaufschlägen, auf den Schultern je eine schwarz-rot durchzogene Spange aus Silberlitze. Dazu die Bein- und Unterkleider der Offiziere, also ein weißes Hemd mit Eckkragen („Vatermörder“), schwarzer Binder und dunkle Hosen. Die Schirmmütze ähnelte dem Modell der Seeoffiziere, war jedoch flacher; die Kokarde beim ranghöheren Offizieranwärter seit 1888 mit Eichenlaubstickerei umgeben. Weiterhin gehörte zur Ausrüstung der Marinedolch mit weißem Elfenbeingriff, beim rangniederen Offizieranwärter ohne, beim ranghöheren mit Portepee. Dem ranghöheren Offizieranwärter war, nach bestandener Offizierhauptprüfung, auf Antrag der Offiziersäbel am Offizierkoppel erlaubt. Fähnriche seit 1908 die Seeoffiziermütze.

## Gemeinsame Marine
In der k.u.k.Kriegsmarine Österreich-Ungarns war der Seekadett der niedere der beiden Offizieranwärterdienstgrade. Der höhere Dienstgrad war der Seefähnrich.